# Chrysotus incumbens
Chrysotus incumbens är en tvåvingeart som beskrevs av Becker 1924. Chrysotus incumbens ingår i släktet Chrysotus och familjen styltflugor.
Artens utbredningsområde är Taiwan. Inga underarter finns listade i Catalogue of Life.